# Nakielno (jezioro)
Nakielno – jezioro w woj. zachodniopomorskim, w pow. wałeckim, w gminie Wałcz, leżące na terenie Pojezierza Wałeckiego. Jezioro położone jest ok. 3 km na południe od wsi Strączno.
Według urzędowego spisu opracowanego przez Komisję Nazw Miejscowości i Obiektów Fizjograficznych (KNMiOF) opublikowanego przez Główny Urząd Geodezji i Kartografii (GUGiK) i udostępnionego na stronach Komisja Standaryzacji Nazw Geograficznych (KSNG) nazwa tego jeziora to Nakielno. W różnych publikacjach i na mapach topograficznych jezioro to występuje pod nazwą Szkliste, Głebokie.
Powierzchnia zwierciadła wody według różnych źródeł wynosi od 42,7 ha przez 44,5 ha do 47,65 ha.
Zwierciadło wody położone jest na wysokości 115,6 m n.p.m. lub 116,3 m n.p.m. Średnia głębokość jeziora wynosi 11,1 m, natomiast głębokość maksymalna 20,2 m.
Jest to jezioro polodowcowe, rynnowe, o typowym dla tych jezior wydłużonym kształcie,.
W pobliżu wschodniego brzegu jeziora przebiega drogi krajowej nr 22.